# Gryon (geslacht)
Gryon is een geslacht van vliesvleugelige insecten van de familie Scelionidae.

## Soorten[2]
- G. amitto Kozlov & Kononova, 1989
- Gryon ancinla Kozlov & Le, 1996[3]
  - = Gryon clavaerus Kozlov & Lê, 1996[3][4]
- G. anna Kozlov & Kononova, 1989
- G. artum (Kozlov, 1963)
- G. bolivari (Giard, 1895)
- G. bosellii Mineo & Szabó, 1978
- G. conicum Kozlov & Kononova, 1989
- G. delucchii Mineo & Szabó, 1978
- G. dichropterus Kozlov, 1966
- G. eremiogryon Mineo, 1979
- G. exsculptum (Foerster, 1861)
- G. fasciatum (Priesner, 1951)
- G. fulviventre (Crawford, 1912)
- G. hospes (Kieffer, 1913)
- G. howardi (Mokrzecki & Oglobin, 1931)
- G. hungaricum (Szabó, 1966)
- G. janus (Nixon, 1934)
- G. laraichii Mineo, 1979
- G. laticeps (Kieffer, 1908)
- G. leptocorisae (Howard, 1885)
- G. lymantriae (Masner, 1985)
- G. magnum Kozlov & Kononova, 1989
- G. marruzae Mineo, 1981
- G. micropterus (Kieffer, 1913)
- G. misellum Haliday, 1833
- G. monspeliense (Picard, 1924)

- G. muscaeforme (Nees, 1834)
- G. nicolai Mineo, 1979
- G. nigricorne (Dodd, 1913)
- G. nitens (Szabó, 1966)
- G. orestes (Dodd, 1913)
- G. pedestre (Nees, 1834)
- G. rectum Kozlov & Kononova, 1989
- G. reduviophagus Kozlov, 1971
- G. robertae Mineo, 1981
- G. rubrigaster (Szabó, 1966)
- G. subfasciatum (Wollaston, 1858)
- G. szaboi Mineo, 1991
- G. szelenyii (Szabó, 1966)
- G. tauricus Kozlov & Kononova, 1989
- G. verum Kozlov & Kononova, 1989
- G. viggianii Mineo, 1980